# Timorasso
Il Timorasso è un vitigno a bacca bianca italiano coltivato principalmente in Piemonte.
Rustico e vigoroso è autoctono dell'alessandrino ed in particolare delle colline del tortonese ed in alcune zone del novese.

## Storia e coltivazione
È stato coltivato in provincia di Alessandria fin dall’antichità: se ne hanno testimonianze già nel XIV secolo, nel Trattato di agronomia di Pietro de’ Crescenzi, e nel Bollettino Ampelografico del Di Rovasenda, del 1885 che segnalava tale vitigno come il maggiormente coltivato nel Tortonese.
Il nome potrebbe derivare da timido e quindi timorato nel senso di uva gentile, docile, in riferimento al gusto, oppure nel senso di lenta a maturare, cioè tardiva, che però non corrisponde all'attuale sviluppo del frutto. Infine potrebbe essere un riferimento alla produttività incostante, molto variablie a seconda delle annate.
Data la sua scarsa adattabilità a condizioni climatiche diverse da quelle della regione di origine, nel corso dei secoli è stato lentamente abbandonato a favore delle uve a bacca rossa più produttive e meno delicate come barbera e croatina; dopo l'invasione della fillossera, le vigne di timorasso sono state quasi completamente sostituite.
Negli anni ’80 alcuni vignaioli del tortonese, in primis Walter Massa, Mariotto, La Colombera, Luigi Boveri e la Cantina di Tortona, hanno deciso di riportarlo in vita, scommettendo sulle sue grandi potenzialità.
Attualmente viene prodotto nel territorio delle valli del basso Piemonte: val Curone, val Grue, valle Ossona, val Borbera e val Sisola.

## Il vino

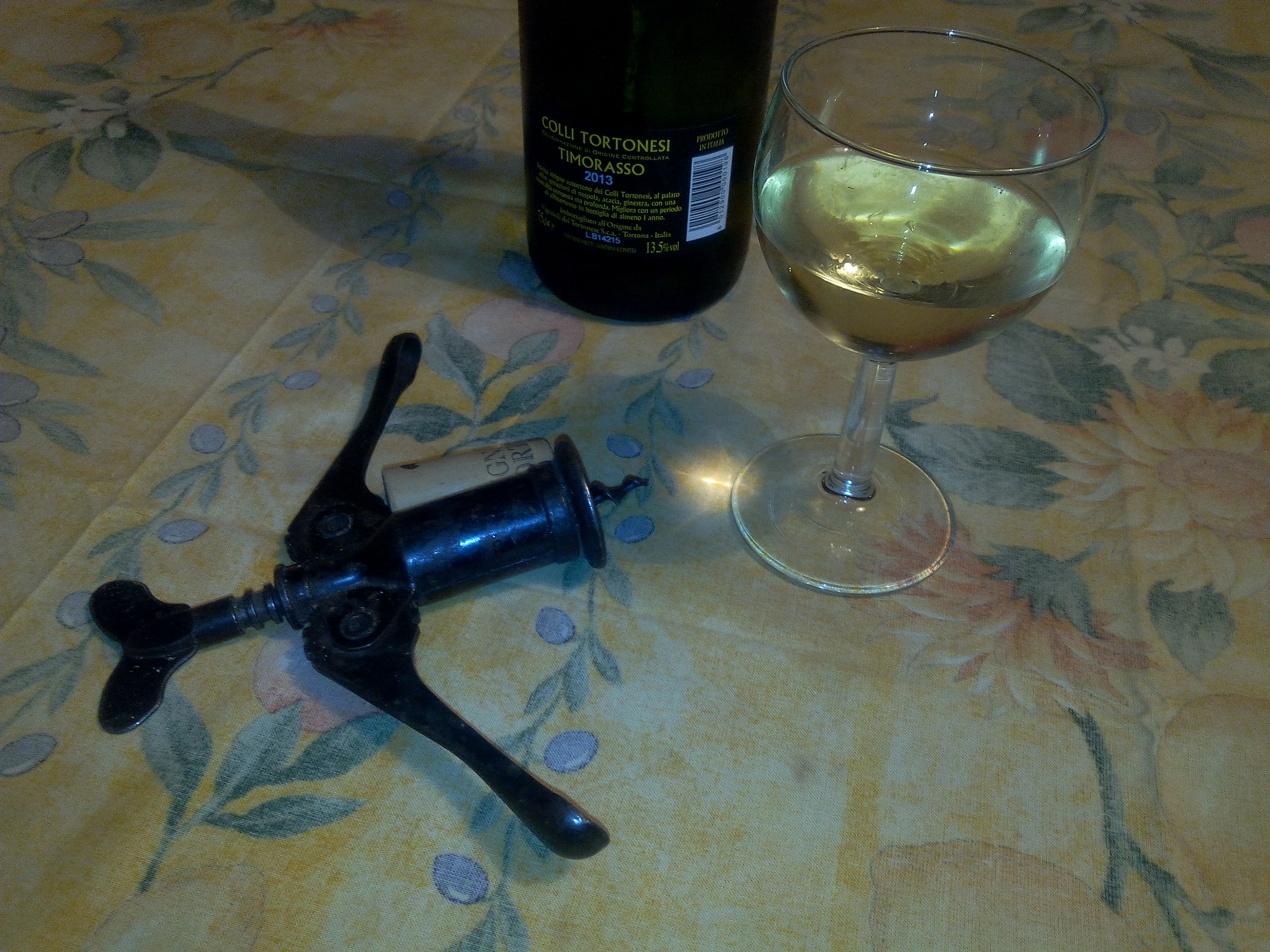
Un bicchiere di Colli Tortonesi Timorasso.

Il vino che si ottiene è un bianco corposo e di buona struttura, dai profumi fruttati e floreali molto delicati, dal colore giallo paglierino che con l'evoluzione vira verso il dorato. Ben si presta ad un lungo invecchiamento. 
Nella sua variante più giovane costituisce un ottimo aperitivo e si abbina perfettamente agli antipasti a base di verdure o a salumi poco stagionati. Nella variante invecchiata si accompagna perfettamente ai primi piatti a base di tartufo, ai formaggi freschi, alle carni bianche ed ai piatti di pesce.
Recentemente è stato sviluppato in versione spumante, ottimo da abbinare a piatti di pesce.
La produzione, ancora piuttosto limitata, ne fa un vino di nicchia.
La Doc attualmente è: Colli Tortonesi Timorasso, comprensiva della sottozona Terre di Libarna.